# Tetragnatha maka
Tetragnatha maka är en spindelart som beskrevs av Gillespie 1994. Tetragnatha maka ingår i släktet sträckkäkspindlar, och familjen käkspindlar. Inga underarter finns listade i Catalogue of Life.